# Acicula hausdorfi
Acicula hausdorfi е вид коремоного от семейство Aciculidae. Видът е почти застрашен от изчезване.

## Разпространение
Видът е разпространен в Гърция.